# Xilinx

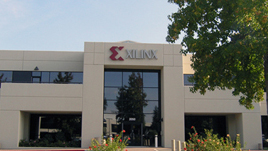
Cổng vào hãng Xilinx

Xilinx, Inc. (NASDAQ: XLNX) (/ˈzaɪlɪŋks/ ZY-lingks) là một công ty bán dẫn Mỹ. Hãng này sáng chế ra FPGA (field programmable gate array).
Ra đời năm 1984 ở Silicon Valley, công ty này có tổng hành dinh ở San Jose, California, và văn phòng ở nước ngoài tại Dublin, Ireland; Singapore; Hyderabad, Ấn Độ; và Tokyo, Nhật Bản.